# Segon Imperi Mexicà
L'Imperi Mexicà és el nom donat a Mèxic en dues ocasions no consecutives durant el segle xix en les quals la forma de govern d'aquest país va ser la monarquia constitucional.

## Antecedents

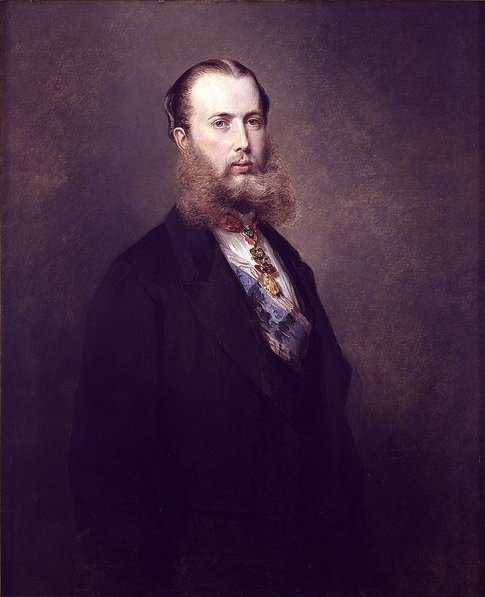
Maximilià I pel pintor Winterhalter.

Després de l'establiment del sistema republicà el 1824, durant gairebé 40 anys, els conservadors i els liberals van governar al país alternadament, encara que les diferències entre ells es van fer més grans. Benito Pablo Juárez García, president liberal de Mèxic el 1861, i el primer president indígena del continent, va proclamar les Lleis de Reforma, lleis liberals que afectaven els interessos dels conservadors, que pretenien retornar a la monarquia parlamentària. A Napoleó III de França li va agradar la idea, i va decidir donar suport als conservadors enviant l'exèrcit francès per a envair Mèxic, i per a establir un govern pro-francès a Amèrica. Els francesos van ser derrotats el 1862 en la famosa batalla de Puebla, però l'any següent van prendre el control del país.
El 1859 Maximilià va ser contactat per primera ocasió pels conservadors mexicans (comissió de notables), els quals buscaven un príncep europeu per a ocupar la corona del Segon Imperi Mexicà que estaven planejant amb el suport de França i de l'Església catòlica. Maximilià no es va interessar en els plans i va preferir marxar a una expedició botànica als boscos tropicals d'Amèrica del Sud. Al seu retorn, el 1863, l'emperador Napoleó III de França el va pressionar perquè acceptés el tron i quan se li varen mostrar xifres d'un plebiscit efectuat a la Ciutat de Mèxic, en el qual la majoria sol·licitava la seva presència com a emperador, va decidir acceptar l'oferta, no sense abans renunciar a tots els seus títols a fi d'evitar qualsevol ingerència del seu germà en les polítiques del seu futur govern.
Maximilià d'Habsburg va ser proclamat emperador de Mèxic amb el suport dels conservadors el 10 d'abril de 1864 i la monarquia parlamentària va ser establerta per segona ocasió. La casa oficial de l'Emperador va ser el Castell de Chapultepec localitzat al centre de la Ciutat de Mèxic. El Segon Imperi Mexicà seria més llarg que el primer, del 1864 al 1867. El govern de Maximilià, però, va sorprendre els conservadors. Maximilià era un home il·lustrat i modern, molt més proper als liberals mexicans que als conservadors, i aviat va decebre els qui el van instaurar. L'exèrcit republicà de Benito Pablo Juárez García va lluitar contra els invasors, i el 1867 va retornar a la Ciutat de Mèxic derrotant els conservadors i els francesos. Maximilià I de Mèxic va ser afusellat, i el govern republicà restaurat.

### Comissió Mexicana

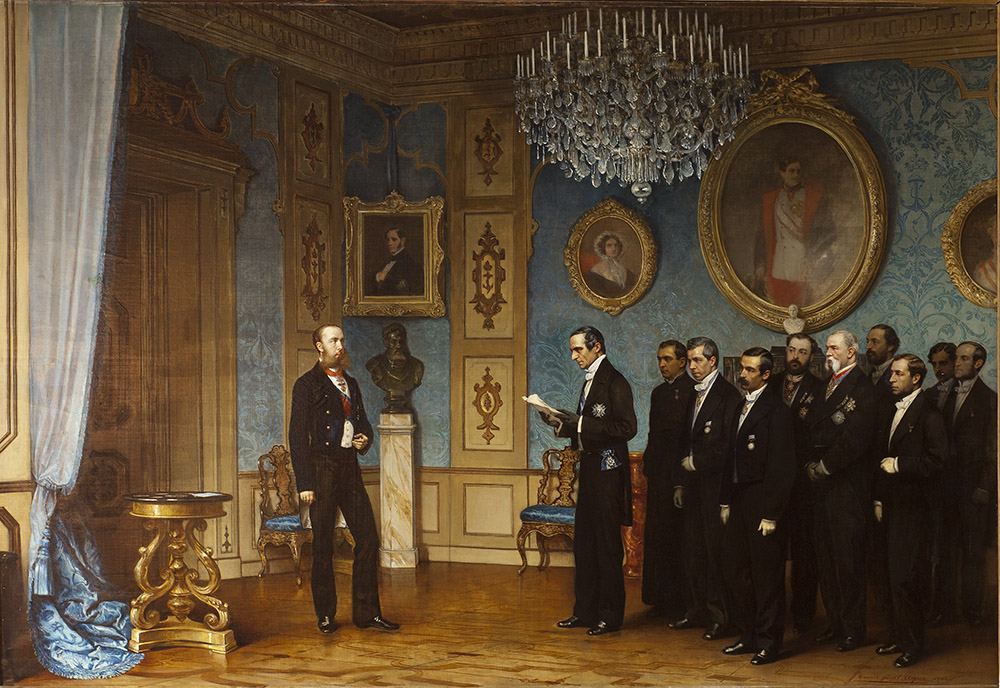
L'oferiment a Maximilià d'Habsburg de la corona mexicana per la Comissió Mexicana.

La Comissió Mexicana enviats en representació de l'assemblea van ser 11;
1. José María Gutiérrez Estrada
2. José Manuel Hidalgo
3. Ignacio Aguilar y Marocho
4. Francisco Javier Miranda
5. Joaquín Velázquez de León
6. Adrián Woll
7. Tomás Murphy
8. Antonio Escandón
9. Antonio Suárez Peredo
10. José Maria de Landa
11. Angel Iglesias y Domínguez

## Govern
L'Estatut de l'Imperi Mexicà està integrat per 18 títols i 81 articles. El document pot dividir-se en dues parts no proporcionades; una de referent a l'organització del govern imperial, constituïda per la majoria dels títols bàsics, i pot considerar-se com un estatut en el sentit jurídic del terme. L'altra esbossa alguns traços referents a la forma de govern, sobirania, ciutadania i les garanties individuals, elements que des de la perspectiva jurídica, poden considerar-se components d'una constitució. Els títols que el componen són; De l'Emperador i la Forma de Govern, Del Ministeri, Del Consell d'Estat, Dels Tribunals, Del Tribunal de Comptes, Dels Comissaris Imperials i Visitadores, Del Cos Diplomàtic i Consular, Dels Prefectes Polítics, Subprefectes i Municipalitats, De les Prefectures Marítimes i Capitanies de Port, De la Divisió Militar de l'Imperi, de l'Adreça d'Obres Públiques, Del Territori de la Nació, Dels Mexicans, Dels Ciutadans, De les Garanties Individuals, Del Pavelló Nacional, de la Possessió de les Ocupacions i Funcions Públiques i De l'Observació i Reforma de l'Estatut.
- Ministre de la Casa Imperial
- Ministre d'Estat
- Ministre de Relacions Exteriors
- Ministre de Governació
- Ministre d'Instrucció Pública i Cults
- Ministre de Justícia
- Ministre de Guerra
- Ministre d'Hisenda
- Ministre de Foment

## Organització política

Divisió territorial del Segon Imperi Mexicà

El 3 de març de 1865 va aparèixer un dels decrets més importants del govern de Maximilià per a la primera divisió del territori del nou Imperi i que va ser publicat al Diari de l'Imperi el 13 de març del mateix any. L'emperador Maximilià I de Mèxic va realitzar una nova divisió del territori nacional de Mèxic ajudat per Manuel Orozco y Berra, amb la qual el país quedava dividit en 50 departaments imperials pels seus límits naturals amb una extensió superficial lligada a la seva configuració territorial, clima i elements de producció equitatius al nombre d'habitants, on es van prendre en compte els elements geogràfics per a la delimitació de les jurisdiccions territorials i per al futur desenvolupament de les noves demarcacions, assolint una millor influència comercial entre les entitats.

### Departaments imperials
| - I: Yucatán - II: Campeche - III: La Laguna - IV: Tabasco - V: Chiapas - VI: Tehuantepec - VII: Oaxaca - VIII: Ejutla - IX: Teposcolula - X: Veracruz - XI: Tuxpan - XII: Puebla - XIII: Tlaxcala - XIV: Valle de México |  | - XV: Tulancingo - XVI: Tula - XVII: Toluca - XVIII: Iturbide - XIX: Querétaro - XX: Guerrero - XXI: Acapulco - XXII: Michoacán - XXIII: Tancítaro - XXIV: Coalcomán - XXV: Colima - XXVI: Jalisco - XXVII: Autlán - XXVIII: Nayarit |  | - XVIII: Iturbide - XIX: Querétaro - XX: Guerrero - XXI: Acapulco - XXII: Michoacán - XXIII: Tancítaro - XXIX: Guanajuato - XXX: Aguascalientes - XXXI: Zacatecas - XXXII: Fresnillo - XXXIII: El Potosí - XXXIV: Matehuala - XXXV: Tamaulipas - XXXVI: Matamoros |  | - XXXVII: Nuevo León - XXXVIII: Coahuila - XXXIX: Mapimí - XL: Mazatlán - XLI: Sinaloa - XLII: Durango - XLIII: Nazas - XLIV: Álamos - XLV: Sonora - XLI: Arizona - XLVII: Huejuquilla - XLVIII: Batopilas - XLIX: Chihuahua - L: California |